# Ventilazione artificiale
La ventilazione artificiale (o respirazione artificiale) è una procedura per assistere o supportare la respirazione, quel processo di scambio di gas mediante ventilazione polmonare, respirazione esterna e respirazione cellulare.
Si può attuare fornendo manualmente aria a una persona che non respira o che non sta facendo uno scambio respiratorio sufficiente, oppure può essere attuata con l'uso di un ventilatore meccanico per spostare l'aria dentro e fuori dai polmoni, quando l'individuo è incapace di respirare da solo (ad esempio durante un intervento chirurgico con anestesia generale o quando un individuo è in coma o traumatizzato).
La ventilazione artificiale (chiamata anche respirazione artificiale) è un mezzo per assistere o stimolare la respirazione, un processo metabolico che si riferisce allo scambio complessivo di gas nel corpo attraverso la ventilazione polmonare, la respirazione esterna e la respirazione interna. Può assumere la forma di fornire manualmente l'aria per una persona che non respira o non sta facendo sufficiente sforzo respiratorio, o può essere la ventilazione meccanica che coinvolge l'uso di un ventilatore meccanico per spostare l'aria dentro e fuori i polmoni quando un individuo non è in grado di respirare da solo, per esempio durante un intervento chirurgico con anestesia generale o quando un individuo è in coma o trauma.

## Tipi

### Metodi manuali

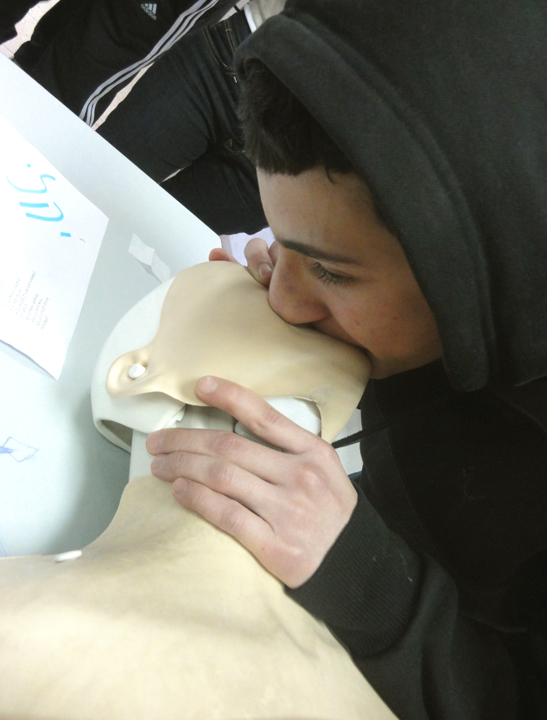
Esercitazione di rianimazione bocca a bocca in un ospedale israeliano.

La ventilazione polmonare (e quindi le parti esterne della respirazione) è ottenuta attraverso l'insufflazione manuale dei polmoni o dal soccorritore che soffia nei polmoni del paziente (rianimazione bocca a bocca), o utilizzando un dispositivo meccanico per farlo. Questo metodo di insufflazione si è dimostrato più efficace dei metodi che prevedono la manipolazione meccanica del torace o delle braccia del paziente, come il metodo Silvester.
La rianimazione bocca a bocca fa anche parte della rianimazione cardiopolmonare (CPR) che la rende un'abilità essenziale per il primo soccorso. In alcune situazioni, la respirazione bocca a bocca viene eseguita anche separatamente, per esempio nei casi di quasi annegamento e di overdose da oppiacei. L'esecuzione della respirazione bocca a bocca di per sé è ora limitata nella maggior parte dei protocolli ai professionisti della salute, mentre ai soccorritori laici si consiglia di intraprendere la RCP completa in ogni caso in cui il paziente non respiri a sufficienza.

### Ventilazione meccanica
La ventilazione meccanica è un metodo per assistere meccanicamente o sostituire la respirazione spontanea. Questo può coinvolgere una macchina chiamata ventilatore o la respirazione può essere assistita da un infermiere registrato, un medico, un assistente medico, un terapista respiratorio, un paramedico o un'altra persona adatta a comprimere una maschera a sacchetto o un set di soffietti. La ventilazione meccanica è definita "invasiva" se comporta la penetrazione di uno strumento attraverso la bocca (come un tubo endotracheale) o la pelle (come un tubo da tracheostomia). Ci sono due modalità principali di ventilazione meccanica all'interno delle due divisioni: la ventilazione a pressione positiva, dove l'aria (o un'altra miscela di gas) viene spinta nella trachea, e la ventilazione a pressione negativa, dove l'aria viene, in sostanza, aspirata nei polmoni.
L'intubazione tracheale è spesso usata per la ventilazione meccanica a breve termine. Un tubo viene inserito attraverso il naso (intubazione nasotracheale) o la bocca (intubazione orotracheale) e avanzato nella trachea. Nella maggior parte dei casi vengono utilizzati tubi con polsini gonfiabili per la protezione contro le perdite e l'aspirazione. Si ritiene che l'intubazione con un tubo a cuffia fornisca la migliore protezione contro l'aspirazione. I tubi tracheali causano inevitabilmente dolore e tosse. Pertanto, a meno che un paziente non sia incosciente o anestetizzato per altri motivi, di solito vengono somministrati farmaci sedativi per garantire la tolleranza del tubo. Altri svantaggi dell'intubazione tracheale sono i danni alla mucosa del rinofaringe o dell'orofaringe e la stenosi subglottica.
In caso di emergenza, gli operatori sanitari possono utilizzare una cricotiroidotomia, dove una via aerea viene inserita attraverso un'apertura chirurgica nella membrana cricotiroidea. Questo è simile a una tracheostomia, ma la cricotiroidotomia è riservata all'accesso di emergenza. Di solito viene utilizzata solo quando c'è un blocco completo della faringe o c'è una massiccia lesione maxillofacciale che impedisce l'uso di altri ausiliari.

### Neurostimolazione
La stimolazione del diaframma è l'applicazione ritmica di impulsi elettrici al diaframma. Storicamente, questo è stato realizzato attraverso la stimolazione elettrica di un nervo frenico da un ricevitore/elettrodo impiantato, anche se oggi esiste un'opzione alternativa di attaccare fili percutanei al diaframma.

## Storia
Il medico greco Galeno potrebbe essere stato il primo a descrivere la ventilazione artificiale: "Se prendi un animale morto e soffi aria attraverso la sua laringe attraverso una canna, riempirai i suoi bronchi e vedrai i suoi polmoni raggiungere la massima distensione". Anche Vesalio descrive la ventilazione inserendo una canna o un bastone nella trachea degli animali.
Nel 1773, il medico inglese William Hawes iniziò a pubblicizzare il potere della ventilazione artificiale per rianimare persone che superficialmente sembravano annegate. Per un anno pagò una ricompensa di tasca sua a chiunque gli portasse un corpo salvato dall'acqua entro un tempo ragionevole dall'immersione. Thomas Cogan, un altro medico inglese, che si era interessato allo stesso argomento durante un soggiorno ad Amsterdam, dove fu istituita nel 1767 una società per la conservazione della vita dagli incidenti in acqua, si unì a Hawes nella sua crociata. Nell'estate del 1774 Hawes e Cogan portarono quindici amici ciascuno ad un incontro al Chapter Coffee-house, St Paul's Churchyard, dove fondarono la Royal Humane Society come un gruppo di campagna per il primo soccorso e la rianimazione. Alcuni metodi e attrezzature erano simili a quelli usati oggi, come i tubi di legno usati nelle narici delle vittime per soffiare aria nei polmoni. Altri, mantici con un tubo flessibile per soffiare il fumo di tabacco attraverso l'ano per rianimare la vita vestigiale nell'intestino della vittima, furono abbandonati con l'eventuale ulteriore comprensione della respirazione.
Le opere del 1856 del medico e fisiologo inglese Marshall Hall raccomandavano di non utilizzare alcun tipo di ventilazione a soffietto o pressione positiva, opinioni che hanno tenuto banco per diversi decenni. Un metodo comune di manipolazione manuale esterna, introdotto nel 1858, era il "Metodo Silvester" inventato dal Dr. Henry Robert Silvester in cui un paziente è sdraiato sulla schiena e le sue braccia sono sollevate sopra la testa per aiutare l'inspirazione e poi premute contro il petto per aiutare l'espirazione. Un'altra tecnica manuale, il metodo della "pressione prona", fu introdotto da Sir Edward Sharpey Schafer nel 1903. Comportava il posizionamento del paziente sullo stomaco e l'applicazione di una pressione sulla parte inferiore delle costole. È stato il metodo standard di respirazione artificiale insegnato nei manuali di primo soccorso della Croce Rossa e simili per decenni, fino a quando la rianimazione bocca a bocca è diventata la tecnica preferita a metà del secolo.
Le carenze della manipolazione manuale portarono i medici negli anni 1880 a proporre metodi migliorati di ventilazione meccanica, tra cui il "metodo Fell" del dottor George Edward Fell, che consiste in un soffietto e una valvola di respirazione per far passare l'aria attraverso una tracheotomia, e la sua collaborazione con il dottor Joseph O'Dwyer per inventare l'apparato Fell-O'Dwyer, un soffietto e strumenti per l'inserimento e l'estrazione di un tubo nella trachea del paziente. Tali metodi erano ancora considerati dannosi e non furono adottati per molti anni.